# Burajda
Burajda (arab. ‏بريدة‎) – miasto w środkowej Arabii Saudyjskiej. Leży w krainie Nadżd, w oazie, przy szosie z Rijadu do Medyny. Liczy około 610 tys. mieszkańców. Jest stolicą prowincji Al-Kasim.